# Sarah Sluimer
Sarah Sluimer (Hardinxveld-Giessendam, 1985) is een Nederlandse schrijfster, theatermaakster en columniste. 
Vader Teun Sluimer was werkzaam in het onderwijs en werd later wethouder en locoburgemeester in Hardinxveld-Giessendam. Moeder Pauline Broekhoven komt uit Rotterdam en werkte als manager bij een hogeschool in Den Haag. 
Haar lagere school was een openbare school in de Nederlandse biblebelt  Ze studeerde na het Gymnasium Camphusianum in Gorinchem  theaterwetenschappen aan de Universiteit van Amsterdam en Performance Studies (dramaturgie) aan de Universiteit Utrecht. Ze overwoog een studie aan de toneelschool, maar wilde liever dingen maken dan een rol spelen.  Na de studie kon ze bij het Internationaal Theater Amsterdam terecht.  Ze vertrok voor zes maanden naar Curaçao alwaar ze in Romeo en Julia speelde in een uitvoering in Nederlands en Papiaments.   Tussen 2011 en 2016 werkte ze bij De Balie. Ze raakte er wegwijs in voorstellingen, presenteren en interviewen.   Ze merkte steeds meer dat het schrijverschap aan haar begon te trekken. 
Dat resulteerde in columns voor onder andere LINDA., de Volkskrant, Elle en NRC Handelsblad.
In 2016 publiceerde ze samen met haar echtgenoot Willem Bosch het boek Ontaarde ouders, een verzameling columns die ze schreven in Elle over de geboorte van hun zoon en het leven als jonge ouders. 
In 2018 publiceerde Sluimer haar eerste roman Keizer, bij Lebowski Publishers. De hoofdpersoon Leo werd gezien als een portret van Ivo van Hove, maar het was meer het verkrijgen van inzicht in of wens tot leiderschap.   Vervolgens kwamen in 2018/2019 De Indië Monologen op haar pad, Onder producent Bo Tarenskeen ontmoette ze er onder andere Yvonne Keuls, Willem Nijholt, Adriaan van Dis en Theodor Holman 
In 2020 volgde bij Uitgeverij Pluim de roman De Stilte, waarin de coronacrisis het startpunt is voor een futuristisch verhaal. In die periode werkte ze mee aan het schrijven van de opera I have missed you forever; het zou uitgevoerd worden door de De Nationale Opera maar de coronapandemie stak daar een stokje voor. Daarna volgde nog En ze maakte een kind voor Orkater onder leiding van Nita Kersten en Meral Polat. 
In januari 2021 kreeg ze een vaste zaterdagcolumn in NRC Handelsblad.
In 2024 bracht ze Geef je over, ondertitel "een modern leven" uit; een verzameling verhalen over haar eigen leven met drukte, ongelijkheid tussen seksen, (beginnend) ouderschap. De titel is een reflectie van niet te veel willen, maar meer genieten van je gezin. 
Het gezin Bosch en Sluimer woonde een tijdlang in Jordaan, maar drukte leidde tot een verhuizing naar Haarlem. 